# قبيط جبلي
قبيط جبلي (الاسم العلمي Polyplectron inopinatum)، نوع طير من القبيط متوسط القد وينتمي إلى فصيلة التدرجية.